# Busdongo de Arbas
Busdongo de Arbas es una localidad española del municipio de Villamanín, en la provincia de León, comunidad autónoma de Castilla y León. Está situada a 1300 metros de altitud, al pie de la carretera N-630, a cinco kilómetros del puerto de Pajares y a ocho de Villamanín. Tiene una estación de ferrocarril en funcionamiento (Estación de Busdongo).
Nudo de comunicaciones tanto de carretera como de ferrocarril, ha perdido gran parte de su importancia debido a la apertura de la autopista del Huerna como alternativa al puerto de Pajares, y con la puesta en funcionamiento de la variante ferroviaria de Pajares, gran parte de los trenes tanto de mercancías como de pasajeros dejarán de utilizar la tradicional ruta del puerto de Pajares. Es conocido por ser el lugar de nacimiento del empresario Amancio Ortega.

## Toponimia
Para explicar el topónimo Busdongo se puede explicar con base en dos teorías. 
- Una corriente señala que procede de la raíz latina bust (como Busticesar, Bustarquero, Bustamarca, etc.), común en la alta montaña central leonesa, que aludiría a una zona de pastos obtenida por quemado del bosque, y viene del latín burere (quemar). En este caso se trataría del busto Domnico (de Dominico o Domingo) que se cita ya en el año 942, alusivo a la propiedad primitiva de los pastos.
- Otra corriente explica el topónimo como compuesto por bus, que procede a su vez de bustum (pasto), a la que se añadiría dongo, derivado de dominicus y su contracción domnus (señor), habiéndose formado el adjetivo nuevo domnicus, que habría dado lugar a donnigo y evolucionado finalmente a dongo. De modo que Busdongo tendría como significado ‘pasto del señor’.[1]

## Clima
Se podría catalogar del tipo mediterráneo templado frío. Con una temperatura media anual que oscila entre los 4 °C y los 8 °C. Precipitaciones anuales cercanas a los 1700 mm. La primavera es corta, así como el verano, donde se puede llegar a superar los 30 °C. El otoño es largo y bastante agradable y en cuanto al invierno, también es largo, pero riguroso y muy frío, con intensas nevadas, y grandes heladas, sobre todo en el mes de enero, con temperaturas extremas que pueden bajar el mercurio hasta los -20 °C, o incluso en inviernos muy crudos, hasta los -30 °C.

## Historia
La construcción de la carretera N-630 y del ferrocarril supuso un enorme impulso para este pueblo, así como la explotación de las minas y el pastoreo intensivo. Todo ello explica su evolución demográfica, que alcanzó los 312 habitantes en 1900 y los 777 en 1950, hasta los 55 de 2016.
Cerca del pueblo existió el poblado de Vega la Mosa, abandonado en el siglo XX.